# Again (Janet Jackson-dal)
Az Again Janet Jackson amerikai pop- és R&B-énekesnő harmadik kislemeze ötödik, janet. című albumáról. A Hazug igazság (Poetic Justice) című film Oscar-díjra jelölt betétdala.

## Fogadtatása
Az elveszett szerelemről szóló dal szerepelt Janet első filmje, a Hazug igazság végén, és bár a filmzenealbumra nem került fel, Oscar-díjra jelölték legjobb eredeti filmzene kategóriában. A díjátadón Jackson előadta a dalt.
Az Again lett Jackson hetedik listavezető száma a Billboard Hot 100 slágerlistán, ahol két hétig állt az első helyen. A Meat Loaf I’d Do Anything for Love (But I Won’t Do That) című számát szorította le az első helyről, az Againt pedig Mariah Carey Hero című dala váltotta fel az első helyen.
A kislemez az Egyesült Államokban platinalemez lett.

## Videóklip és remixek
Az Again videóklipjét Janet akkori férje, René Elizondo rendezte. A klipben Gary Dourdan színész szerepel Jackson elveszített szerelmeként. A klipben Janet a naplójába ír és visszaemlékezik a szerelmével töltött napokra. A klip egy másik változatában jelenetek láthatak a Hazug igazságból.
A dalnak létezik egy francia nyelvű változata is.

### Hivatalos remixek, változatok listája
- French Version – 3:50
- Instrumental – 3:50
- Piano/Vocal – 3:46

## Változatok[1]
| 7" kislemez (USA, Egyesült Királyság) Kazetta (USA, Egyesült Királyság) CD kislemez (Franciaország) Mini CD (Japán) 1. Again 2. Again (Piano/Vocal) 12" maxi kislemez (Franciaország) CD maxi kislemez (USA, Egyesült Királyság, Hollandia) 1. Again 2. Again (Piano/Vocal) 3. Again (Instrumental) 4. Funky Big Band | CD maxi kislemez (Egyesült Királyság) 1. Again 2. Again (Piano/Vocal) 3. Again (French) 4. That’s the Way Love Goes (We Aimsta Win Mix 2) CD maxi kislemez (Japán) 1. Again 2. Again (Piano/Vocal) 3. Again (French) 4. That’s the Way Love Goes (We Aimsta Win Mix) |

## Helyezések
| Slágerlista (1993)                                 | Legmagasabb helyezés |
| -------------------------------------------------- | -------------------- |
| USA Billboard Hot 100                              | 1                    |
| USA Billboard Hot 100 Airplay                      | 1                    |
| USA Billboard Hot 100 Single Sales                 | 1                    |
| USA Billboard Hot 100 R&B/Hip Hop Singles & Tracks | 7                    |
| USA Billboard Top 40 Mainstream                    | 2                    |
| USA Billboard Adult Contemporary                   | 4                    |
| USA ARC Top 40                                     | 1                    |
| Ausztrál ARIA Top 50                               | 19                   |
| Bajor kislemezlista                                | 6                    |
| Belga kislemezlista                                | 30                   |
| Brit kislemezlista                                 | 6                    |
| Dél-afrikai kislemezlista                          | 3                    |
| Finn kislemezlista                                 | 31                   |
| Holland kislemezlista                              | 20                   |
| Kanadai kislemezlista                              | 2                    |
| Német kislemezlista                                | 29                   |
| Svájci kislemezlista                               | 20                   |